# Aderus ruandanus
Aderus ruandanus é uma espécie de inseto besouro da família Aderidae. Foi descrita cientificamente por Maurice Pic em 1955.

## Distribuição geográfica
Habita em Ruanda.